# Beate Müller-Gemmeke

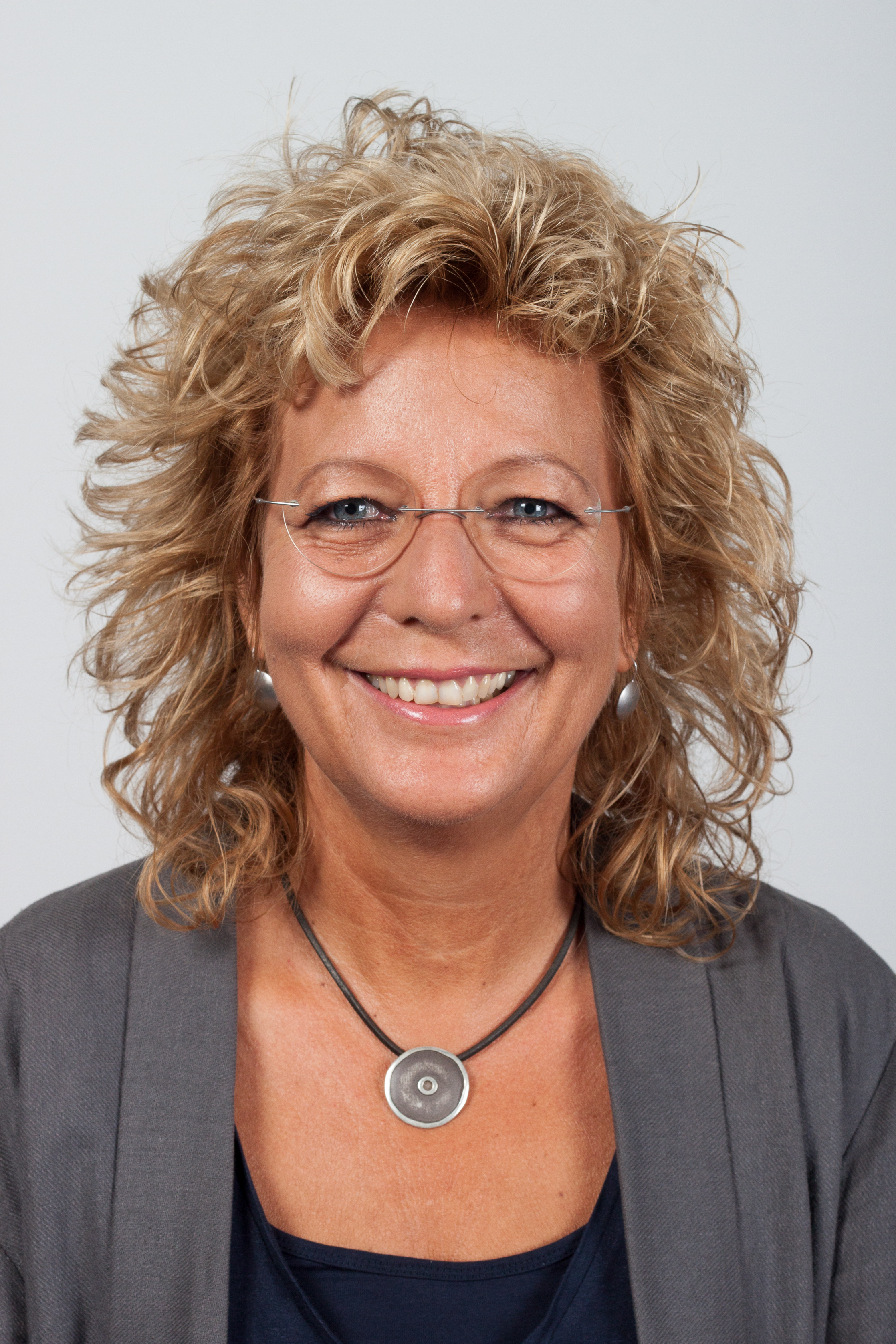
Beate Müller-Gemmeke (2014)

Beate Müller-Gemmeke (geb. Müller; * 7. Oktober 1960 in Frankfurt am Main) ist eine deutsche Politikerin  der Grünen und Diplom-Sozialpädagogin. Sie war von 2009 bis 2025 Mitglied des Deutschen Bundestags.

## Leben und Beruf
Müller-Gemmeke besuchte ein Gymnasium in Böblingen, das sie 1978 mit der Fachhochschulreife verließ, anschließend absolvierte sie eine Ausbildung zur Erzieherin in Tübingen und studierte von 1984 bis 1988 Sozialpädagogik an der Evangelischen Fachhochschule für Sozialwesen Reutlingen. Von 2002 bis zu ihrer Wahl in den Bundestag war sie als selbstständige Sozialpädagogin tätig.
Beate Müller-Gemmeke ist verheiratet und hat zwei Söhne.

## Partei
Müller-Gemmeke ist seit 1996 Mitglied bei Bündnis 90/Die Grünen. Von 1997 bis 2009 war sie Mitglied im geschäftsführenden Vorstand des Kreisverbands Reutlingen, seit 2009 im erweiterten Kreisvorstand. Von 2002 bis 2009 gehörte sie dem Parteirat von Bündnis 90/Die Grünen Baden-Württemberg an und ist seit 2009 Mitglied im Sprecherteam von GewerkschaftsGrün.
Ihr politischer Schwerpunkt ist die Arbeits- und Sozialpolitik. Dabei engagiert sie sich unter anderem für ein Grundeinkommen.

## Abgeordnete

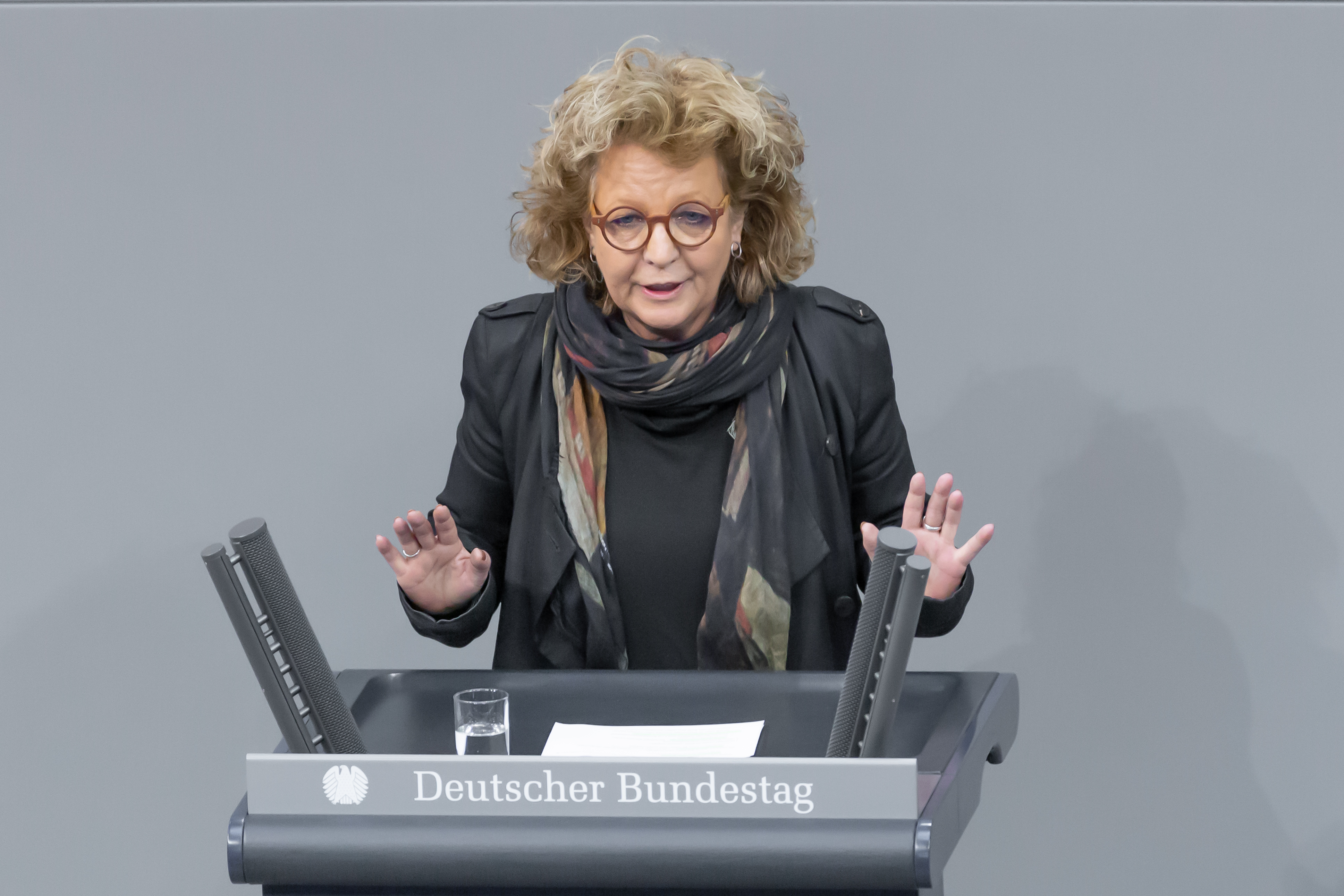
Beate Müller-Gemmeke, 2020 im Deutschen Bundestag

Ab 1989 war Müller-Gemmeke als Mitglied der grün-nahen Wählervereinigung KLUB Gemeinderatsmitglied in Pliezhausen, zur Wahl 2014 trat sie nicht wieder an. Zwischen 2004 und 2009 gehörte sie auch dem Kreistag des Landkreises Reutlingen an.
Zur Bundestagswahl 2002 kandidierte sie erstmals als Direktkandidatin im Wahlkreis Reutlingen, ihr damaliger Listenplatz 13 reichte jedoch nicht für den Einzug ins Parlament. 2006 kandidierte sie im Landtagswahlkreis Reutlingen für den Landtag von Baden-Württemberg, verfehlte den Einzug jedoch um 21 Stimmen. Seit 2009 ist Beate Müller-Gemmeke Mitglied des Deutschen Bundestages. Sie ist über die Landesliste Baden-Württemberg in den Bundestag eingezogen und kandidierte darüber hinaus erneut als Direktkandidatin im Wahlkreis Reutlingen. Damit ist sie die erste Frau aus diesem Wahlkreis, die ein Bundestagsmandat erreichte.
Müller-Gemmeke war im 19. Deutschen Bundestag ordentliches Mitglied im Bundestagsausschuss für Arbeit und Soziales, im Petitionsausschuss, sowie Fraktionssprecherin von Bündnis 90/Die Grünen für Arbeitnehmerrechte. Sie ist stellvertretendes Mitglied in der Enquete-Kommission „Berufliche Bildung“.
Im 20. Deutschen Bundestag ist Müller-Gemmeke Berichterstatterin für Arbeitnehmerrechte und aktive Arbeitsmarktpolitik der Bundestagsfraktion Bündnis 90/Die Grünen. Im Ältestenrat des Bundestages ist sie außerdem stellvertretendes Mitglied in der Kommission für Angelegenheiten von Mitarbeiterinnen und Mitarbeitern der Abgeordneten der Abgeordneten und stellvertretendes Mitglied in der Kommission für innere Angelegenheiten des Bundestages. Am 3. Juni 2022 stimmte sie als eine von vier Abgeordneten der Grünen-Fraktion im Bundestag gegen das Sondervermögen Bundeswehr.
Bei der Bundestagswahl 2025 kandidiert sie nicht erneut.

## Auszeichnung
- Anti-Mobbing-Award 2012[4]